# Jean Pierre Sapieha
Pour les articles homonymes, voir Jan Sapieha et Maison Sapieha.
Jan Piotr Sapieha, né en 1569 - mort le 15 octobre 1611, magnat polonais, membre de la famille Sapieha,

## Biographie
Jan Piotr est le fils de Paweł Sapieha et de Anna Chodkiewicz.
Jusqu'en 1587, il étudie à l'université de Vilnius puis à l'université de Padoue. Il accompagne ensuite son père dans une expédition contre les Tatars et les Valaques.
En 1600, il devient membre du parlement de Grodno. Il participe à la guerre de Livonie (1601-1605) et le 5 mars 1603, ses régiments se distinguent à la bataille de Rakvere (en), sous les ordres de Jan Karol Chodkiewicz. Il participe également à la bataille de Białym Kamieniem (en) le 25 septembre 1604, où l'armée polonaise assiège la ville et écrase les forces suédoises. En reconnaissance de ses mérites, il reçoit le commandement de l'armée lituanienne pendant l'absence de Chodkiewicz à Tartu et à la bataille de Kircholm, il commande l'aile gauche de l'armée lituanienne. Le régiment commandé par Sapieha repousse miraculeusement l'une des principales contre-attaques de l'armée suédoise, menée personnellement par le roi Charles IX de Suède. La participation à la campagne de Livonie lui vaut une grande renommée parmi la noblesse polonaise. En remerciement, il reçoit le comté d'Uświat (pl) en 1606, et l'année suivante, le parlement lui octroie 10 000 złotys.
Pendant la sanglante rébellion de Zebrzydowski contre le roi Sigismond III de Pologne, malgré sa sympathie initiale pour les rebelles, Sapieha soutient le parti du roi.
En août 1607, persuadé auparavant par Lew Sapieha, il offre ses services au faux Dimitri. Il s'empare de la ville de Wiaźma et réussit à écraser les troupes de Chouiski le 2 octobre 1608. En 1609, il commande la bataille près de Kalyazin sur la Volga. Après le début de l'expédition de Moscou de Sigismond III, Sapieha ne soutient pas le monarque. Mais sous la forte pression de la noblesse polonaise et de l'armée, il est obligé de prendre part aux combats. Le 25 juin 1610, les troupes rassemblées le choisissent comme hetman pour remplacer Roman Rożyński (pl) qui vient de mourir. En juillet, Sapieha est à Moscou où, le 27 août, il signe un accord avec la Douma Boyard qui dépose le faux Dimitri et donne la couronne tsariste à Ladislas IV Vasa.
Après la mort de Dmitri, en décembre 1610, Sapieha essaie sans succès de s'emparer du village de Kalouga, mais réussit plus tard à s'emparer de la ville de Peremyszl. Le 27 mars 1611, le roi, inquiet de sa popularité parmi les commandants militaires de l'Est, promet à Sapieha de lui envoyer plus de troupes. Finalement, le monarque a gagne la confiance de l'hetman qui le rejoint à Moscou, le 18 juin. Mécontent de s'être fait dupé, il refuse de se battre contre les forces ennemies qui assiègent le Kremlin.

## Mariage et descendance
Il épouse Zofia Sapieha Wejher. Ils ont pour enfants :
- Andrzej Stanisław (1592-1646)
- Jan (~1606-1629)
- Florian (1608-1637)
- Paweł Jan (1609-1665)

## Sources
- Notices d'autorité :   - VIAF
  - ISNI
  - LCCN
  - GND
  - Pologne
  - NUKAT
  - Suède
  - Tchéquie
  - WorldCat

- (en) Cet article est partiellement ou en totalité issu de l’article de Wikipédia en anglais intitulé « Jan Piotr Sapieha » (voir la liste des auteurs).

- (pl) Cet article est partiellement ou en totalité issu de l’article de Wikipédia en polonais intitulé « Jan Piotr Sapieha » (voir la liste des auteurs).